# Staša Zajović
Staša Zajović   (Nikšić, 1953) Stanislava Staša Zajović és una activista feminista, pacifista i membre del Moviment LGBT montenegrina, cofundadora de Dones de negre de Belgrad, creada al 1991 al principi de les guerres de l'antiga Iugoslàvia.

## Trajectòria
Es llicencià en Llengües Romàniques en la Facultat de Filologia de la Universitat de Belgrad (1977).
Del 1985 al 1992 participà en Zena i drustvo (Dona i Societat) de Belgrad, en SOS Línia Directa per a Dones i Infància Víctimes de Violència, en el Lobby de Dones de Belgrad, en el Centre per a l'Acció Antibèl·lica de Belgrad, en el Moviment Cívic de Resistència, etc.
El 1991 cofundà i coordinà Dones de negre de Belgrad i continuà en altres organitzacions com ara Women’s Peace Network, The International Network of Women’s Solidarity against War, Network of Conscientious Objectors and Anti militarism in Sèrbia, The Coalition for a Secular State, etc.
A Belgrad, durant les guerres de l'ex-Iugoslàvia, dirigí les vigílies silencioses de les «Dones de negre» que tenien lloc cada setmana del 1991 al 1997 com a protesta no violenta contra la guerra, la política del règim serbi, el militarisme i totes les formes d'odi, discriminació i violència. Donaven suport als desertors de totes les exrepúbliques iugoslaves, organitzaven accions per a acollir els refugiats i publicaven llibres i revistes.
Stanislava Stasa viatjà sovint per Europa per a denunciar la situació i coordinar la solidaritat amb les xarxes internacionals de dones, especialment a Itàlia, on es creà el primer grup de Dones de negre d'Europa (Donne di nero, 1991) arran de la Guerra del Golf i a l'estat espanyol. Continuà denunciant l'auge de les forces extremistes a Sèrbia i el perill de la involució democràtica, així com la pressió del fonamentalisme religiós. Stasa participà al 2006, en resposta a la proposta de Llei d'Esglésies i Comunitats Religioses, que li donaria drets extraordinaris a l'Església ortodoxa sèrbia, amb Dones de negre, que creà, juntament amb més organitzacions 

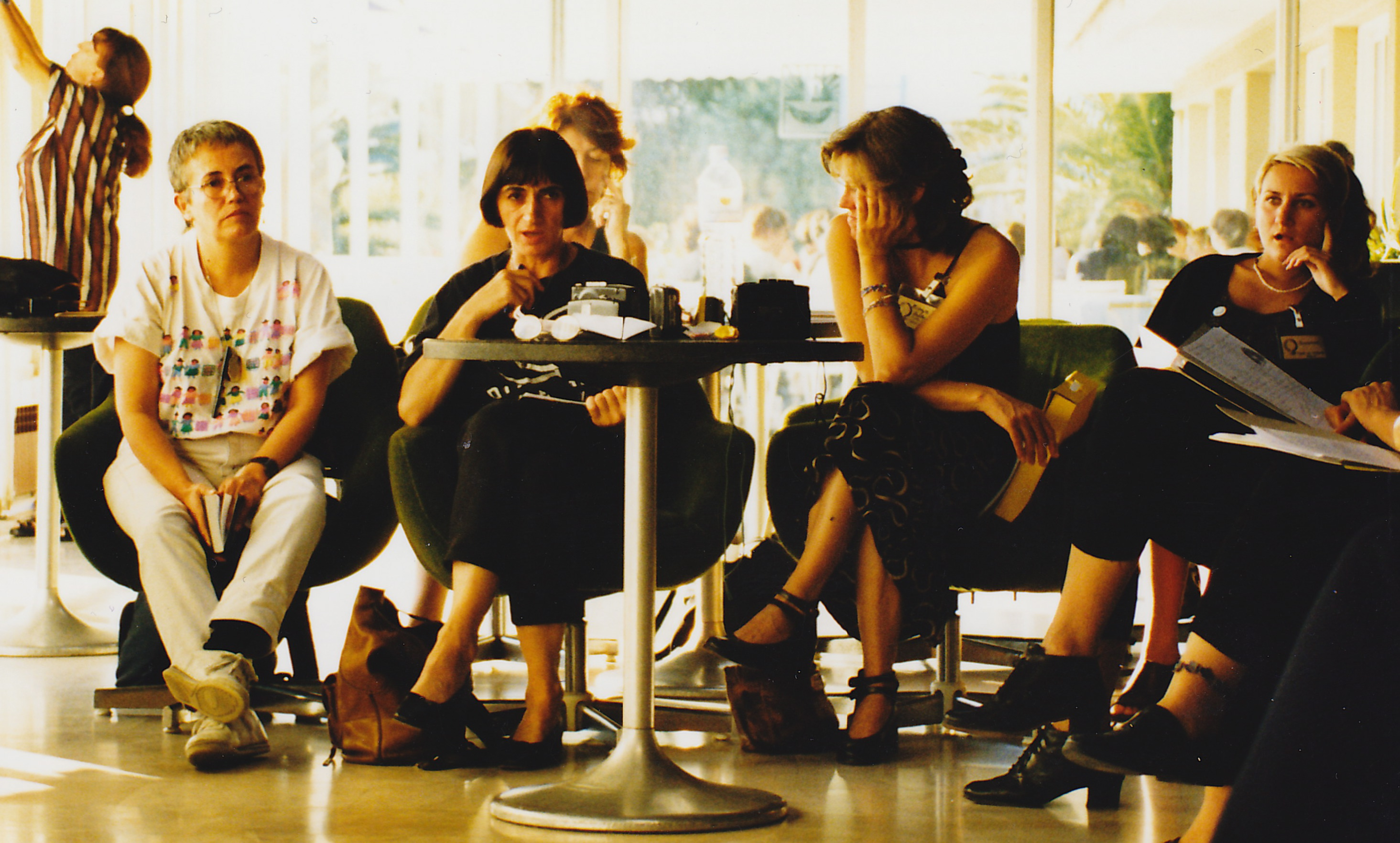
Trobada internacional de Dones de negre 1999, Montenegro

de la societat civil, la Coalició per un Estat Laic, i es feren reunions públiques per a discutir la llei; redactaren esmenes i es presentaren al Parlament serbi per a aconseguir que fossen aprovades.
Parla espanyol, italià i anglés.
Ha organitzat activitats sobre drets humans i dones: polítiques de pau feministes, interètniques i de solidaritat intercultural, dones i poder, dones i antimilitarisme.
És autora d'assaigs, articles en mitjans de comunicació locals i internacionals, publicacions sobre dones i política, drets reproductius, la guerra, el nacionalisme i el militarisme, la resistència feminista a la guerra i l'antimilitarisme.